# 里奇·伍德霍尔
里奇·伍德霍尔（英語：Richie Woodhall，1968年4月17日—），生于英格兰伯明翰，英国男子拳击运动员。他曾代表英国参加1988年夏季奥林匹克运动会拳击比赛，获得男子71公斤级铜牌。